# Clan Macpherson (schip, 1929)
De Clan Macpherson was een Brits stoomvrachtschip van 6.940 ton, dat in de Tweede Wereldoorlog door een Duitse onderzeeboot tot zinken werd gebracht.

## Geschiedenis
In mei 1929 liep ze van stapel van de scheepswerf van Greenock Dockyard Co. Ltd, Greenock. De eigenaar was 
The Clan Line Steamers Ltd, Londen, met Glasgow, Schotland als thuishaven. Het schip Clan Macpherson werd vernoemd naar de Clan Macpherson, een Schotse clan van Badenoch aan de Spey-rivier in Schotland.

## De laatste reis
De Clan Macpherson was vertrokken vanuit Calcutta, India, via Durban, Zuid-Afrika, naar Sekondi-Takoradi, Ghana. Daar werd het schip ingedeeld in konvooi TS-37 op 26 april 1943, waarmee ze vertrok naar Freetown, Sierra Leone, met 140 bemanningsleden aan boord. Ze had een algemene lading van 8.440 ton, inbegrepen 2.750 ton ijzer, lijnzaad, thee, jute en aardnoten. Het schip zou na haar aankomst in Freetown terug vertrekken naar Trinidad en vandaar naar Groot-Brittannië, maar deze reis zou de Clan Macpherson nooit doen...

## De ondergang
De ondergang van de Clan Macpherson gebeurde omstreeks 05.40 uur op 1 mei 1943. De U-515, onder commando van Werner Henke, viel het konvooi TS-37 voor de tweede maal aan, dat op ongeveer 75 zeemijl ten zuidwesten van Freetown opstoomde. De U-515 had op de avond van 30 april in een korte tijdspanne een ware slachting ondernomen door vier vrachtschepen van konvooi TS-37 te kelderen, zonder dat hijzelf ooit bedreigd is geweest door de zwakke escorteverdediging van het konvooi. TS-37 werd geëscorteerd door één korvet en drie gewapende trawlers. Op 1 mei maakte Henke met zijn U-boot weer aanstalten om met succes schepen van konvooi TS-37 te treffen met zijn torpedo's, wat ook zou gebeuren.
Henke viel aan en schoot drie torpedo's af naar de konvooischepen. De eerste torpedo raakte de City of Singapore in het achterschip en Henke bemerkte dat er hevige brand uitbrak vooraleer het vrachtschip wegzonk naar de zeediepte. Zijn tweede torpedo sloeg in op het Belgische schip Mokambo, na 1 min. en 5 sec. waar eveneens aan boord brand uitbrak. De derde torpedo-inslag was na 35 seconden na lancering op de Clan Macpherson, die in het achterschip geraakt werd en eerst doorzakte met haar achterschip, vooraleer ze totaal verdween onder de zeespiegel. De Clan Macpherson, met kapitein Edward Gough als gezagvoerder, zonk even later weg in positie 08°04’ Noord en 14°12’ West.  Vier bemanningsleden gingen hierbij verloren. Kapitein Gough, 126 bemanningsleden, zeven artilleristen en twee lichtmatrozen werden door HMS Arran (T 06) (T/Lt. D.S. Hutton, RNR) opgepikt en bracht hen dezelfde dag nog naar Freetown.